# Königseder
Königseder – założone w 1987 przedsiębiorstwo, zajmuje się od 1995 tuningiem optycznym, który polega przede wszystkim na modyfikowaniu przednich i tylnych błotników, zderzaków, wlotów powietrza, montowaniu dodatkowych reflektorów, bocznych listew i progów oraz zakładaniu oryginalnych, szerokich, aluminiowych obręczy kół.
Podobnie modernizowane jest Mini Cabrio, które jest oferowane jako gotowy pojazd.
W 2002 przedsiębiorstwo zaprezentowało zmodyfikowane wersje: Audi A3, Audi A4 Avant, Smarta Fortwo, Mini One, Renault Clio i Seata Ibiza. Program: tuning Audi, BMW, Volkswagen, Fiat, Alfa Romeo, Range Rover, Opel, Mazda, Abarth, Mercedes-Benz, Smart, Nissan, Mini, Chrysler, Rolls-Royce, Toyota, Renault, Jaguar, Ferrari, Chevrolet, Jeep, Ford, Porsche, Dodge, Saab, Wiesmann, Steyr, Maserati, Lamborghini, Infiniti, Mitsubishi, Lotus, Suzuki.